# MOANA LANI
『MOANA LANI』（モアナ・ラニ）は、日本の歌手、杏里の16枚目のオリジナル・アルバムである。1992年6月24日発売。発売元はフォーライフ・レコード。

## 概要
15枚目のアルバム『NEUTRAL』（1991年）以来1年ぶりのオリジナル・アルバム。
LAからバンドを2チーム招いて、それぞれをハワイでレコーディングするというスタイルで制作された。
本作は1992年7月6日付けのオリコンチャートにて最高位3位となり、登場回数は13回で売り上げ枚数は61.7万枚となった。

## 収録曲
- 全作曲：ANRI 全編曲：小倉泰治

1. PAPAYA PAPAIA
  - 作詞：吉元由美
2. KOHOLA TAIL
  - 作詞：吉元由美
3. 愛は誰のものでもなく
  - 作詞：吉元由美
4. 最後のShooting Star
  - 作詞：吉元由美
5. Surf Break HALEIWA
  - 作詞：吉元由美
6. RETURN WITH LOVE
  - 作詞：ANRI
7. 夕なぎ
  - 作詞：吉元由美
8. MOVE ME(Duet with Johnny Gill)
  - 作詞：リンダ・ヘンリック
9. 週末だけのPARADISE
  - 作詞：ANRI
10. GIRLS IN SUMMER
  - 作詞：吉元由美

「LANI -Heavenly Garden-」のカップリング曲
11. LANI -Heavenly Garden-
  - 作詞：吉元由美
12. Dreaming
  - 作詞：吉元由美